# Antonie Ruset
Antonie Ruset (Antonie Rosetti) herrschte vom 10. November 1675 bis November 1678 im Fürstentum Moldau. 
Er stammte aus einer alten Familie griechischen Ursprungs. Ruset ordnete am 29. März 1677 die Verlegung des Sitzes der Moldauischen Metropolie der Rumänisch-Orthodoxen Kirche vom früheren Fürstensitz in Suceava in die aktuelle Hauptstadt Iași an, da sich gemäß byzantinischer Gewohnheit sowohl das administrative, als auch das kirchliche Zentrum des Reiches in derselben Stadt befinden mussten.